# Tallahassee Tennis Challenger 2001
Il Tallahassee Tennis Challenger 2001 è stato un torneo di tennis facente parte della categoria ATP Challenger Series nell'ambito dell'ATP Challenger Series 2001. Il torneo si è giocato a Tallahassee negli Stati Uniti dal 4 al 10 giugno 2001 su campi in cemento.

## Vincitori

### Singolare
Ramón Delgado ha battuto in finale  Justin Gimelstob con il punteggio di 7–5, 6–3

### Doppio
Matthew Breen /  Lee Pearson hanno battuto in finale  Brandon Hawk /  Robert Kendrick con il punteggio di 6–4, 6–2